# Stadion FK Voždovac
Stadion FK Voždovac – stadion piłkarski w Belgradzie, stolicy Serbii. Został otwarty 31 sierpnia 2013 roku. Może pomieścić 5174 widzów. Swoje spotkania rozgrywają na nim piłkarze klubu FK Voždovac. Ewenementem obiektu jest fakt, iż znajduje się on na dachu centrum handlowego.
Poprzednim obiektem, na którym swoje spotkania rozgrywała drużyna FK Voždovac był stadion im. Bojana Majicia. Obiekt ten na początku 2011 roku został zlikwidowany, a na jego miejscu rozpoczęto budowę centrum handlowego „Stadion”. Częścią nowego obiektu miał być nowy stadion dla klubu FK Voždovac, usytuowany na dachu tego centrum handlowego. Otwarcie galerii handlowej miało miejsce 25 kwietnia 2013 roku, stadion został natomiast zainaugurowany nieco później, 31 sierpnia 2013 roku, a na otwarcie gospodarze zremisowali w meczu ligi serbskiej z zespołem FK Jagodina 1:1. Obiekt wyposażony jest w sztuczną murawę oraz oświetlenie.